# Mercy-le-Bas
Mercy-le-Bas – miejscowość i gmina we Francji, w regionie Grand Est, w departamencie Meurthe i Mozela.
Według danych na rok 1990 gminę zamieszkiwały 1323 osoby, a gęstość zaludnienia wynosiła 161 osób/km² (wśród 2335 gmin Lotaryngii Mercy-le-Bas plasuje się na 299. miejscu pod względem liczby ludności, natomiast pod względem powierzchni na miejscu 730.).

## Populacja

Populacja Mercy-le-Bas w latach 1962–2008